# Cànon (Bíblia)

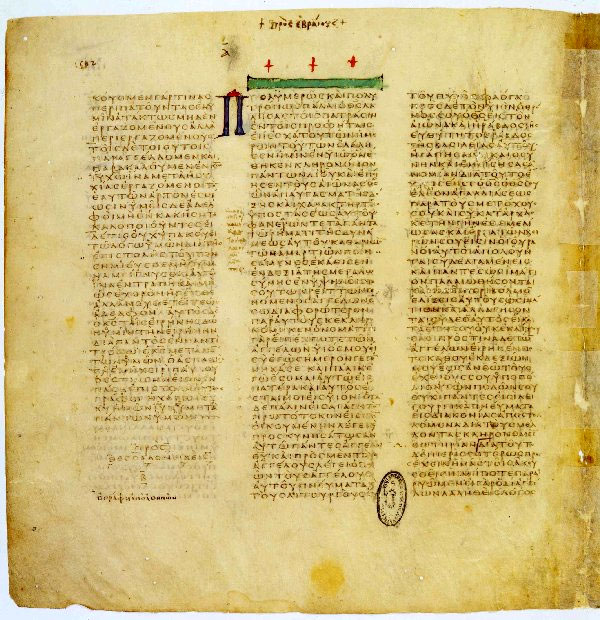
Còdex Vaticà

Cànon és un conjunt de llibres que integren la Bíblia segons una religió concreta que els considera així divinament inspirats i els distingeix d'altres llibres que no es consideren revelats. Aquestes diferències entre les diferents branques del cristianisme es donen únicament per l'Antic Testament, ja que totes les bíblies tenen el mateix nombre de llibres en el Nou Testament.

## Cànon de la Bíblia hebraica
La idea d'un cànon de la Bíblia hebraica, l'Antic Testament, no s'imposa fins després del Sínode de Jamnia, a finals del segle i, després de la destrucció del segon Temple de Jerusalem pels romans. No sembla que fos una llista de llibres tancada. Més aviat, el procés de canonització sembla haver estat un procés obert. El text masorètic actual, és fruit del treball dels doctors del segle ii i està format per 39 llibres.

## Cànon cristià
L'Antic Testament constitueix la primera secció de les dues parts del cànon cristià i inclou els llibres de la Bíblia hebrea, així com diferents llibres Deuterocanònics. El seu contingut exacte difereix depenent del tipus de denominació cristiana.
- L'Antic Testament Catòlic està format per 46 llibres (47 si es considera la Carta de Jeremies com a llibre a part del llibre de Baruc).

- L'Antic Testament Ortodox està format per 49 llibres (50 si es considera la Carta de Jeremies com a llibre)

- L'Antic Testament Protestant és, en gran part, idèntic al de la Bíblia hebrea o Tanakh (39 llibres). Les diferències entre la Bíblia hebrea i l'Antic Testament protestant són poques, i tenen a veure tan sols amb la disposició i el nombre de llibres. Per exemple, mentre la Bíblia hebrea considera el llibre de Reis com un text únic, l'Antic Testament protestant el divideix en dos llibres. De manera similar, Esdres i Nehemies es consideren un sol llibre en la Bíblia hebrea.

## Història del cànon bíblic catòlic
El primer cànon bíblic conegut és l'anomenat «cànon de Muratori», descobert el 1740 a Milà per l'erudit Luis Antonio Muratori. Està format per una llista dels llibres neotestamentaris elaborada a Roma durant el segle viii, però els investigadors opinen que pot ser una còpia d'un document de l'any 175. Inclou l'Apocalipsi, però no admet l'Epístola als Hebreus i objecta el Pastor d'Hermes, per ser no apostòlic.
El primer cànon neotestamentari àmpliament acceptat fou l'establert per Anastasi d'Alexandria (+373) «martell d'heretges», que inclou l'Apocalipsi i l'Epístola als Hebreus. A petició d'Exuperi de Tolosa, que demanava instruccions sobre el cànon de la bíblia i el comportament dels religiosos, Innocenci I li va escriure la carta Consulenti Tibi el 20 de febrer de 405, que contenia una llista de les escriptures canòniques i una sèrie d'escrits que no només s'havien de repudiar, calia prohibir-los (et si qua sunt alia, non solum repudianda, veram etiam noveris esse damnada), en una de les primeres formes de censura del cristianisme, El cànon fluctuà durant anys, segons els llocs, acceptant o rebutjant l'Apocalipsi i obres com el Pastor d'Hermes o Bernabé.
El Concili de Trento iniciat l'any 1545 fixà definitivament el cànon de l'Església catòlica apostòlica i romana.

## Apocalipsi
La canonicitat de l'Apocalipsi de Sant Joan fou prou discutida en els primers segles: 
- Ciril de Jerusalem, doctor de l'església, el va excloure del cànon.
- L'església de Jerusalem no el considerava sagrat.
- El Sínode de Laodicea no el va acceptar.
- En la vulgata siríaca Peshitta de finals del segle iii no s'hi troba.
- La Stichometria de Nicèfor del segle iv el classifica entre els llibres dubtosos.
- Eusebi de Cesarea († 340) cita extensament les objeccions de Sant Dionís d'Alexandria († 261).
- Gregori de Nazianz, un dels pares de l'església, tampoc l'acceptava.

## Escrits esmentats dins la Bíblia actualment desapareguts
- El Llibre de l'aliança] (Èxode 24:7)
- Les Guerres de Jahvè (Nombres 21:14)
- El Llibre del Just (Josuè 10:13; 2 S 1:18)
- El Llibre de la Crònica de Salomó (1 R 11:41)
- El Llibre de Samuel el vident (1 Cròniques 29:29)
- El Llibre de Natàn el profeta (1 Cròniques 29:29; 2 Ch 9:29)
- El Llibre de Gad el profeta (1 Cròniques 29:29)
- La Profecia d'Ahija el silonita (2 Cròniques 9:29)
- Les Revelacions d'Idó el profeta (2 Cròniques 9:29)
- El Llibre de Semaja el profeta (2 Cròniques 12:15)
- El Llibre d'Idó el visionari (2 Cròniques 12:15; 13:22)
- Les Memòries de Jéhu (2 Cròniques: 20:34)
- El Llibre de Hozaï (2 Cròniques 33:19)
- El llibre d'Henoc (Jud v. 14)
- Una epístola als Corintis (1 Corintis 5:9)
- Una epístola als Efesis (Efesis 3:3,4)
- Una epístola als Laodicencs (Col 4:16)